# Gregorio de Ferrari
Pour les articles homonymes, voir De Ferrari et Ferrari.

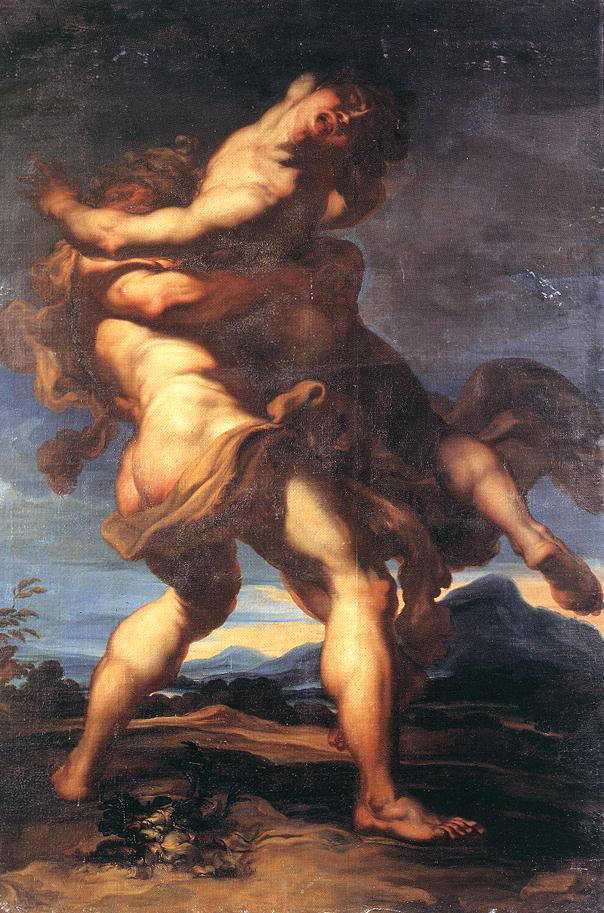
Hercule et Antée, huile sut toile, 1690

Gregorio de Ferrari (Porto Maurizio, 12 avril 1647 - Gênes, janvier 1726) est un  peintre baroque italien de l'école génoise.

## Biographie
Venu à Gênes pour apprendre le droit, il s'oriente vers la peinture et fait son apprentissage avec Domenico Fiasella de 1664 à 1669 qu'il a assisté  pour le retable de Sainte Claire repoussant les Sarrazins (1667, Montoggio).
Il rejoint Parme de 1669 à 1673 et travaille sur des fresques à quadratura.
Il rejoint finalement son beau-frère Domenico Piola dans son atelier réputé et nommé  Casa Piola. Ils travaillent conjointement aux fresques de la  Basilica della Santissima Annunziata del Vastato de Gênes. Leurs travaux sont manifestement du style de  Cortona, Correggio et de  Castiglione. Leurs fresques des voûtes au deuxième étage de la galerie du Palazzo Rosso de Gênes, Cinq sens pour quatre saisons, sont réputées.
Son chef-d'œuvre est la Mort de Santa Scolastica dans la cathédrale San Lorenzo de Gênes.
Il a eu comme  élève Francesco Costa.
Avec sa femme, Margherita Piola, ils ont eu un fils, Lorenzo De Ferrari, qui devint peintre également.

## Œuvres
France
- Besançon
  - Tobie et L’ange, musée des Beaux-Arts, Besançon
- Montpellier
  - La cène d'Emmaus, musée Fabre, Montpellier
- Orléans
  - Le Repos durant la fuite en Égypte (1674-1675), huile sur toile, 99 x 75 cm, musée des Beaux-Arts d’Orléans[1]
- Paris
  - Junon et Argus (1685-1695), huile sur toile, 140 × 138 cm, Musée du Louvre, Paris[2]
  - Épisode de l'Histoire romaine avec la Justice et la Prudence, musée du Louvre, Paris
  - Décor, musée des Arts décoratifs, Paris

Italie
- Noli me tangere, Palazzo Bianco, Gênes
- Hercules et Antaeus, Palazzo Cattaneo, Gênes

## Sources
- (en) Cet article est partiellement ou en totalité issu de l’article de Wikipédia en anglais intitulé « Gregorio De Ferrari » (voir la liste des auteurs) du 07/08/2007.